# سيغريد فيك
سيغريد فيك (بالفنلندية: Sigrid Fick) مواليد 28 مارس 1887 في هلسنكي، دوقية فنلندا الكبرى - الوفاة 4 يونيو 1979 في ستوكهولم، كانت لاعبة كرة مضرب فنلندية. سبق أن شاركت في دورة الألعاب الأولمبية الصيفية سنة 1912 وأحرزت الميدالية الفضية.

## الميداليات
| الميدالية | المسابقة                       |
| --------- | ------------------------------ |
| فضية      | الألعاب الأولمبية الصيفية 1912 |

## روابط خارجية
- سيغريد فيك على موقع الاتحاد الدولي لكرة المضرب (الإنجليزية)
- سيغريد فيك على موقع خلاصة التنس.كوم (الإنجليزية)
- سيغريد فيك على موقع اللجنة الأولمبية الدولية (الإنجليزية)
- سيغريد فيك على موقع أوليمبيديا (الإنجليزية)
- سيغريد فيك على موقع اللجنة الأولمبية السويدية (السويدية)